# オレクサンドル・カラバエフ
オレクサンドル・オレクサンドローヴィチ・カラヴァエフ（ウクライナ語: Олександр Олександрович Караваєв, 英語: Oleksandr Oleksandrovych Karavayev、1992年6月2日 - ）は、ウクライナ・ヘルソン出身のサッカー選手。ウクライナ代表。FCディナモ・キーウ所属。ポジションはディフェンダー、ミッドフィールダー。

## 経歴

### クラブ
地元ヘルソンでサッカーを始め、13歳でシャフタール・ドネツクのアカデミーに入団。アカデミー卒業後、2部リーグのリザーブチームチームでプレーし、2011年初頭からトップチームの試合に出場するようになった。2011-12シーズン序盤は20試合で12ゴールを決め、得点ランキングをリードした。この活躍からウクライナのユース代表のコーチ、そして他のクラブの注目を集めた。
2012年の冬、FCセヴァストポリに移籍し、すぐにチームの重要な選手となった。
2014年、レンタルでFCゾリャ・ルハーンシクに加入。
2017年1月、トルコのフェネルバフチェSKに移籍。
2019年6月27日、FCディナモ・キーウに移籍することが発表された。契約期間は4年間で、背番号は20番。

### 代表
各世代でウクライナ代表に選ばれている。
2015年9月29日、UEFA EURO 2016予選・マケドニア代表戦(10月9日)とスペイン代表戦(同12日)に臨むメンバーに選ばれた。マケドニア代表戦で86分にアンドリー・ヤルモレンコと交代し代表初キャップ。

## タイトル
FCディナモ・キエフ
- ウクライナ・スーパーカップ：2019, 2020
- ウクライナ・プレミアリーグ：2020-21
- ウクライナ・カップ：2019-20, 2020-21